# Ouderkerk aan de Amstel
Ouderkerk aan de Amstel (deutsch Ouderkerk an der Amstel) ist ein Dorf in der Provinz Nordholland und gehört teilweise zu der Gemeinde Ouder-Amstel und der westliche Teil an der Mündung des Bullewijk zu Amstelveen.
Das Dorf liegt südlich von Amsterdam und östlich von Amstelveen, an der nördlichen Grenze der Provinz Utrecht. 2024 hatte Ouderkerk 8.815 Einwohner. Von den 269 ortsansässigen Betrieben sind 60 in der Landwirtschaft tätig. Der größte Teil des Dorfes  liegt östlich der Amstel in der Gemeinde Ouder-Amstel. Der alte Dorfkern von Ouderkerk hat einige Sehenswürdigkeiten. Eine Kirche aus dem 18. Jahrhundert, die neugotische Urbanuskirche aus dem 19. Jahrhundert (nach einem Entwurf von Pierre Cuypers) sowie den alten portugiesisch-jüdischen Friedhof Beth Haim mit für die Niederlande einmaligen Grabmonumenten. Man nimmt an, dass dort die Burg der Herren von Amstel (niederländisch: Heren van Amstel oder van Aemstel) gestanden hat, woraus das Amstelland und Amsterdam entstanden sind. Ouderkerk ist etwa 200 Jahre älter als Amsterdam. Die Herren von Amstel waren Vasallen des Bischofs von Utrecht und später von den Grafen von Holland. Nördlich von Ouderkerk steht am Ouderkerkerdeich die Poldermühle De Zwaan. Südlich liegt der Polder Ronde Hoep, ein beliebtes Gebiet für Wanderer und Radfahrer, südöstlich befindet sich das Naherholungsgebiet Ouderkerkerplas.

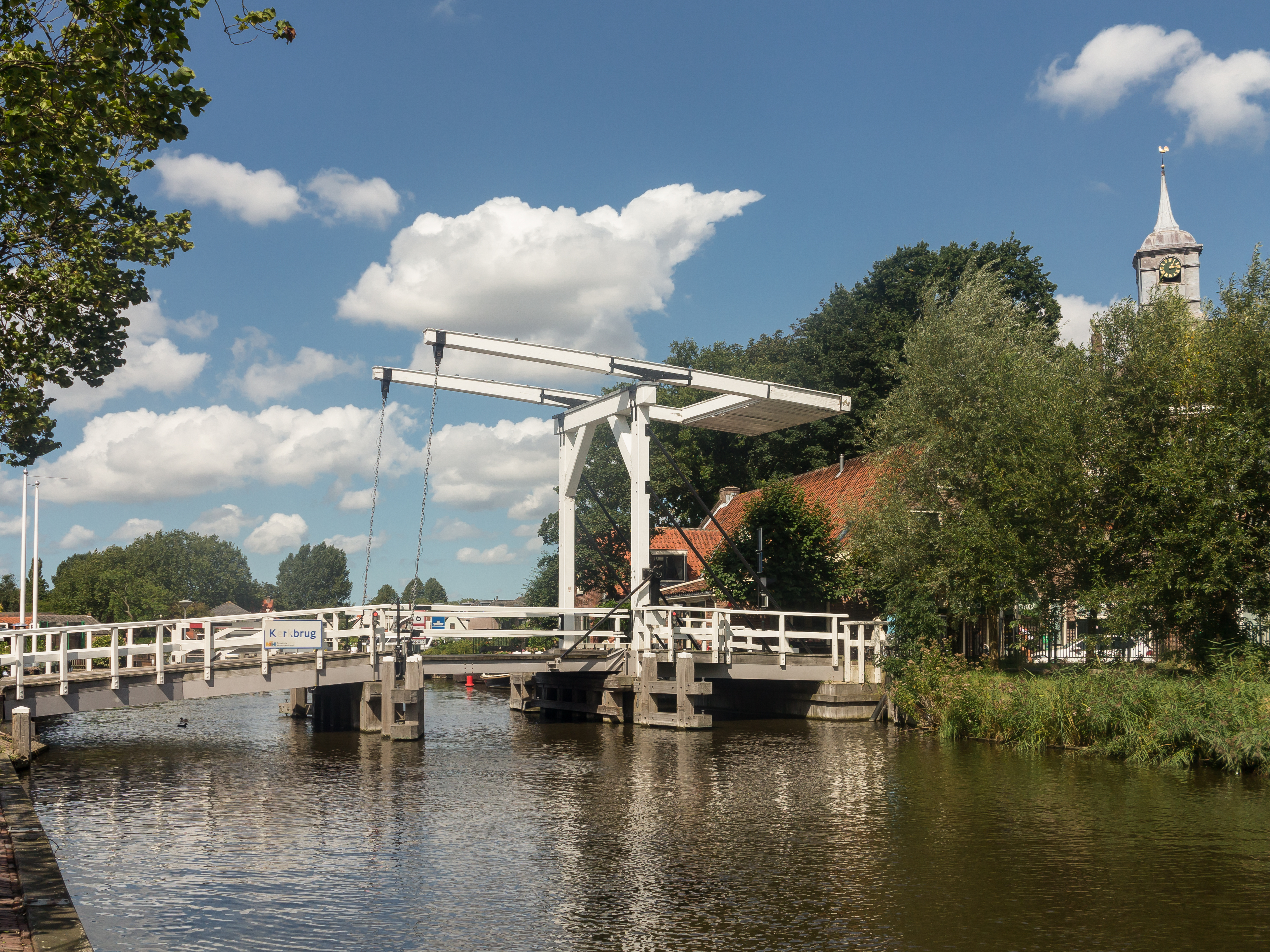
Brücke: de Kerkbrug
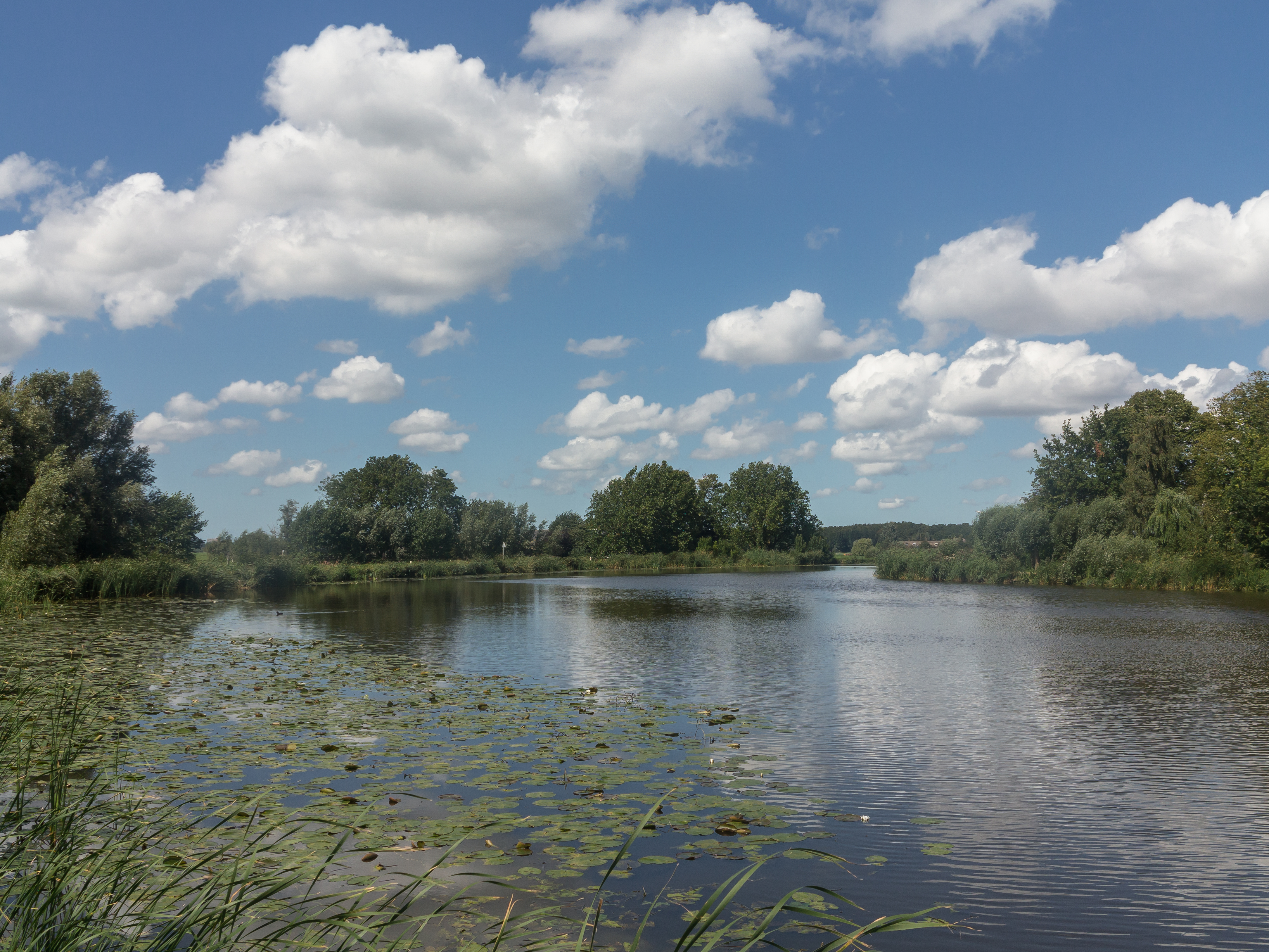
Blick auf de Ronde Hoep
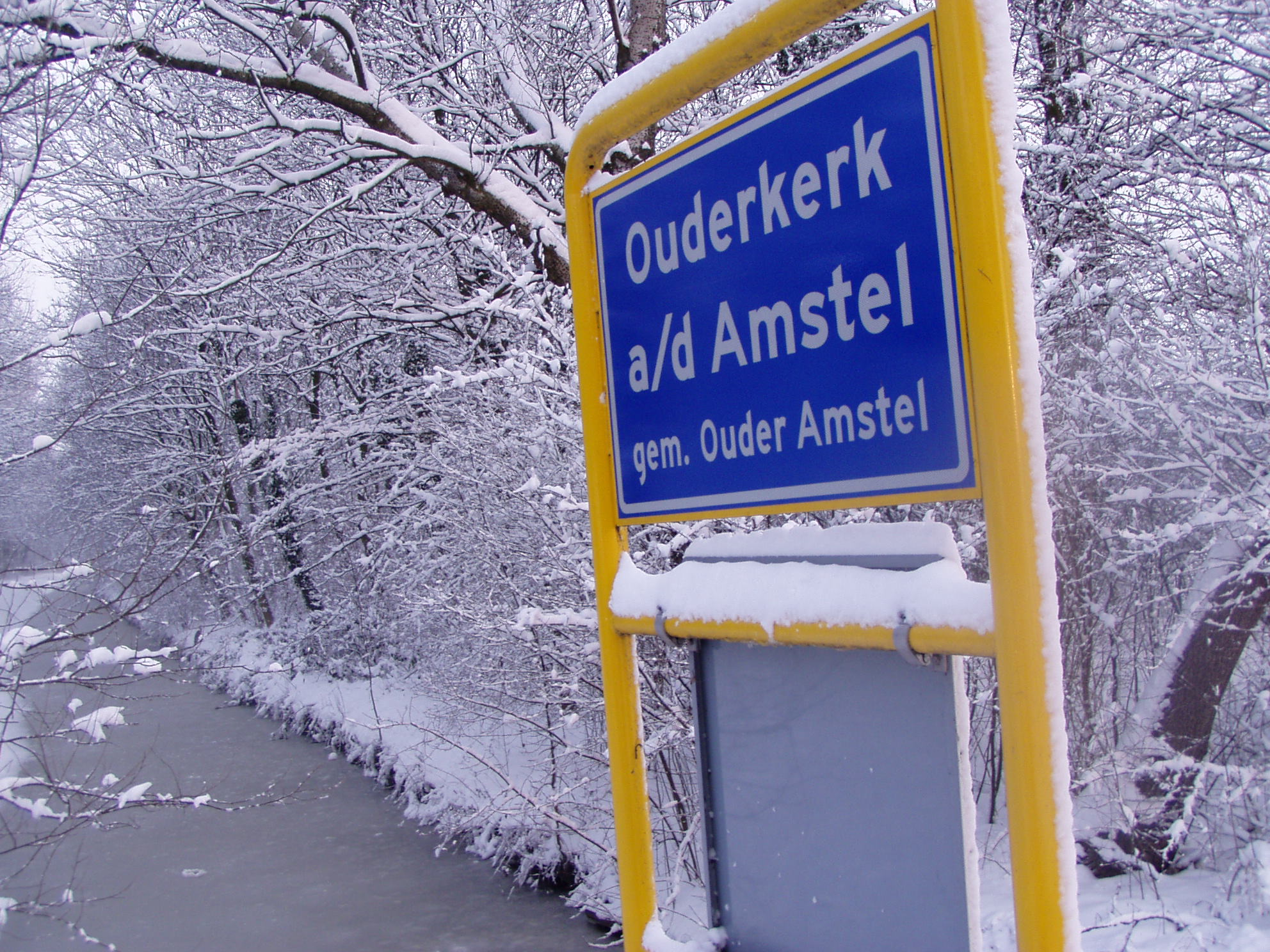
Ortsschild